# Energieagentur
Eine Energieagentur ist eine Agentur, die Dienstleistungen im Bereich der Energiewirtschaft anbietet. Die meisten Energieagenturen sind öffentliche oder halb-öffentliche Unternehmen, die im Auftrag eines Energieministeriums oder einer anderen Energie-Behörde handeln und an die bestimmte Aufgaben delegiert wurden.

## Aufgaben
Typische Aufgaben einer (öffentlichen) Energieagentur sind:
- Beratung von Unternehmen, Kommunen und Endverbrauchern in Fragen der Energieversorgung und -effizienz
- Verteilung von Fördergeldern
- Koordination von Forschungsaktivitäten im Bereich Energiewirtschaft, -technik und -politik
- Erstellung von Studien, Empfehlungen und Entscheidungsvorlagen für die Politik
- Beobachtung und Analyse der Energiemärkte
- Öffentlichkeitsarbeit und Wissensvermittlung

## Beispiele für Energieagenturen

### International
- Internationale Energieagentur
- Internationale Atomenergie-Agentur (IAEA)
- Internationale Agentur für Erneuerbare Energien (IRENA)

### National
- Deutschland: Deutsche Energie-Agentur (dena)
  -  Mecklenburg-Vorpommern: Landesenergie- und Klimaschutzagentur Mecklenburg-Vorpommern (LEKA MV)
  -  Niedersachsen: Klimaschutz- und Energieagentur Niedersachsen (KEAN)
  -  Brandenburg: Energieagentur Brandenburg
  -  Berlin: Berliner Energieagentur
  -  Nordrhein-Westfalen: NRW.Energy4Climate
  -  Rheinland-Pfalz: Energieagentur Rheinland-Pfalz
  -  Sachsen: Sächsische Energieagentur (SAENA)
  -  Thüringen: Thüringer Energie- und GreenTech-Agentur GmbH (ThEGA)
  -  Hessen: LandesEnergieAgentur Hessen (LEA)
  -  Baden-Württemberg: Klimaschutz- und Energieagentur Baden-Württemberg (KEA)
  -  Bayern: Bayerische Landesagentur für Energie und Klimaschutz (LENK)

- Österreich: Österreichische Energieagentur (AEA - Austrian Energy Agency)
  -  Burgenland: Burgenländische Energieagentur (BEA)
  -  Niederösterreich: Energie- und Umweltagentur Niederösterreich (eNu)
  -  Oberösterreich: O.Ö. Energiesparverband (ESV)
  - Grazer Energieagentur (GEA)
  - Lokale Energieagentur GmbH (LEA)
- Schweiz:
  - act Cleantech Agentur Schweiz
  - Energie-Agentur der Wirtschaft (EnAW)
  - Schweizerische Agentur für Energieeffizienz (S.A.F.E.)
  - Agentur für erneuerbare Energien und Energieeffizienz (A EE)
- Frankreich: Agence de l'environnement et de la maîtrise de l'énergie (Ademe) - Französische Agentur für Umwelt und Energie
- Russland: Russisch-Deutsche Energie-Agentur (rudea)
- Italien: Ente per le Nuove Tecnologie, l’Energia e l’Ambiente (ENEA)
- Spanien:[1] Instituto para la Diversificación y Ahorro de la Energía (IDAE)
  -  Katalonien: Institut Català d'Energia (ICAEN)
  -  Andalusien: Agencia Andaluza de la Energía (AAE)
  -  Asturien: Fundación Asturiana de la Energía (FAEN)
  -  Valencia: Instituto Valenciano de Competitividad Empresarial (Energía) (IVACE)
  -  Extremadura: Agencia Extremeña de la Energía (AGENEX)
  -  Kastilien und León: Ente Regional de la Energía de Castilla y León (EREN)